# Santo Stefano di Rogliano
Santo Stefano di Rogliano é uma comuna italiana da região da Calábria, província de Cosenza, com cerca de 1.398 habitantes. Estende-se por uma área de 19 km², tendo uma densidade populacional de 74 hab/km². Faz fronteira com Aprigliano, Cellara, Mangone, Marzi, Paterno Calabro, Rogliano.

## Demografia
| Variação demográfica do município entre 1861 e 2011                               |
|                                                                                   |
| Fonte: Istituto Nazionale di Statistica (ISTAT) - Elaboração gráfica da Wikipedia |